# Chacha

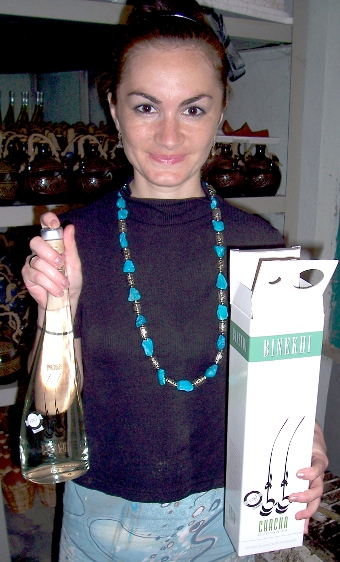
Mulher georgiana com garrafa de chacha destilada (Binekhi Estragon).

Chacha (em georgiano:  ჭაჭა) é um licor tradicional transparente e forte, por vezes referido como "vodka georgiana". Chacha é feita a partir de restos de uva, que sobram após a produção de vinho. Por vezes também é produzida a partir de uva não sortida ou outros frutos, como tangerinas ou laranjas.
A Geórgia é conhecida como a terra natal das uvas cultivadas por ter uma tradição que remonta há mais de oito mil anos[carece de fontes?]. Chacha é possivelmente uma das bebidas destiladas mais antigas do mundo. Originalmente era feita apenas artesanalmente, hoje é produzida pelos destiladores profissionais, condecorados internacionalmente pela qualidade de seu produto. Uma das chachas mais famosas é "Binekhi Estragon", que recebeu a medalha de prata em uma das maiores competições mundiais de bebibas: Mundus Vini.
O termo "chacha" é usado na Geórgia para se referir à qualquer tipo de aguardente feita de fruta, embora a matéria prima mais usual é a uva.
Muitos georgianos acreditam que a bebida tenha propriedades medicinais e prescrevem a bebida como o tratamento tradicional contra os problemas ligados à indigestão.